# 848-as busz
A 848-as számú elővárosi autóbusz a budapesti Árpád híd autóbusz-állomás és Pilisborosjenő, autóbusz-forduló között közlekedik. A járatot 2020. augusztus 24-én indították el egyes 840-es buszok módosításával: a 10-es főút helyett Aranyvölgyön keresztül.
A járat Budapest közigazgatási határán belül a Budapest bérlettel igénybe vehető.

## Útvonala
| Pilisborosjenő, autóbusz-forduló felé |
| Budapest, Árpád híd autóbusz-állomás vá. – Visegrádi utca – Süllő utca – Váci út – Róbert Károly körút – Árpád híd – Vörösvári út – Bécsi út – Pomázi út – felüljáró – Aranyhegyi út – szervizút – Aranyvölgy utca – Bécsi út – Üröm, Külső Bécsi út – Ürömi út – Dózsa György út – Fő utca – Pilisborosjenő, Fő utca – Kossuth tér – Pilisborosjenő, autóbusz-forduló vá. |
| Budapest, Árpád híd autóbusz-állomás felé |
| Pilisborosjenő, autóbusz-forduló vá. – Fő utca – Üröm, Fő utca – Dózsa György út – Ürömi út – Külső Bécsi út – Budapest, Bécsi út – Aranyvölgy utca – szervizút – Aranyhegyi út – felüljáró – Pomázi út – Bécsi út – Vörösvári út – Árpád híd – Róbert Károly körút – Váci út – Budapest, Árpád híd autóbusz-állomás vá.                                                   |

## Megállóhelyei
Az átszállási kapcsolatok között az Aranyvölgy érintése nélkül közlekedő 840-es busz nincsen feltüntetve.
| 0                                        | Budapest, Árpád híd autóbusz-állomás végállomás | 37 | 1, 1A 26, 32, 34, 106, 120 79 800, 815, 820, 821, 830, 832                  |
| 7                                        | Budapest, Flórián tér (Vörösvári út)            | 27 | 1, 1A 9, 34, 106, 111, 118, 134, 137, 218, 237 800, 815, 820, 821, 830, 832 |
| 9                                        | Budapest, Óbudai rendelőintézet                 | 25 | 1, 1A 137, 160, 218, 237, 260 820, 821, 830, 832                            |
| 11                                       | Budapest, Bécsi út (Vörösvári út)               | 23 | 1, 1A, 17, 19, 41 137, 160, 218, 237, 260 800, 815, 820, 821, 830, 832      |
| 13                                       | Budapest, Orbán Balázs út                       | 22 | 160, 218, 260 820, 821, 830, 832                                            |
| 15                                       | Budapest, Bojtár utca                           | 21 | 118, 160, 218, 260 815, 820, 821, 830, 832                                  |
| 17                                       | Budapest, Óbudai temető                         | 19 | 118, 160, 218, 260 820, 821, 830, 832                                       |
| 18                                       | Budapest, Óbudai autóbuszgarázs                 | 18 | 118, 160, 218                                                               |
| 21                                       | Budapest, Óbuda vasútállomás (Aranyhegyi út)    | 15 | 160, 218 S72 S76                                                            |
| 22                                       | Budapest, Aranyvölgy utca 14.                   | 14 | 218                                                                         |
| 23                                       | Budapest, Aranyvölgy vasútállomás               | 13 | 218, 260 S72 Z72 S76                                                        |
| ∫                                        | Budapest, Szőlővész utca                        | 12 | 218                                                                         |
| 24                                       | Budapest, Ürömhegyi út                          | 11 | 218                                                                         |
| 25                                       | Budapest, Üröm vasúti megállóhely               | 10 | 218 800, 815, 820, 821, 830, 832 S72 S76                                    |
| Budapest–Üröm közigazgatási határa       |                                                 |    |                                                                             |
| 27                                       | Pilisborosjenői elágazás                        | 9  |                                                                             |
| 28                                       | Ürömi mészégető                                 | 8  |                                                                             |
| 30                                       | Üröm, Csókavár utca                             | 7  |                                                                             |
| 32                                       | Üröm, Templom tér                               | 6  |                                                                             |
| 33                                       | Üröm, Kert utca                                 | 4  |                                                                             |
| Üröm–Pilisborosjenő közigazgatási határa |                                                 |    |                                                                             |
| 34                                       | Pilisborosjenő, iskola                          | 3  |                                                                             |
| 35                                       | Pilisborosjenő, Újtelep                         | 2  |                                                                             |
| 36                                       | Pilisborosjenő, orvosi rendelő                  | 1  |                                                                             |
| 37                                       | Pilisborosjenő, autóbusz-forduló végállomás     | 0  |                                                                             |